# Margalida Rosselló Pons
Margalida Rosselló Pons   (Felanitx, 4 de març de 1959) és una política mallorquina d'Els Verds de Mallorca.
Llicenciada en ciències de l'educació, ha treballat a l'antic INSERSO i ha estat pedagoga en els Equips Psicopedagògics. Fou una de les fundadores d'Els Verds de Mallorca el 1991, partit amb el qual fou escollida diputada a les eleccions al Parlament de les Illes Balears de 1999.
Com a resultes del Pacte de Progrés, fou nomenada Consellera de Medi Ambient en el govern de Francesc Antich (del 1999 al 2003). Fou la cap de llista per la coalició Esquerra Unida - Els Verds a les eleccions al Parlament Balear de 2003 i obtingué dos diputats.